# Wilhelm August (książę Saksonii-Eisenach)
Wilhelm August (ur. 30 listopada 1668 w Eisenach, zm. 23 lutego 1671 tamże) – książę Saksonii-Eisenach. Jego władztwo było częścią Świętego Cesarstwa Rzymskiego Narodu Niemieckiego. Pochodził z rodu Wettynów.
Był synem księcia Saksonii-Eisenach Adolfa Wilhelma i jego żony księżnej Marii Elżbiety (czterej starsi synowie tej pary zmarli w niemowlęctwie). Urodził się 9 dni po śmierci ojca. Pozostawał monarchą od urodzenia do śmierci. Regencję w imieniu małoletniego księcia sprawował stryj – książę Saksonii-Marksuhl Jan Jerzy I, został on również jego następcą.
Książę Wilhelm August został pochowany w kościele św. Jerzego w Eisenach.